# Vatětický javor
Vatětický javor je památný strom, který roste vlevo od silnice z Palvínova do Vatětic, je součástí aleje. Javor klen (Acer pseudoplatanus L.), jehož stáří se odhaduje na 300 let, roste v zápoji v nadmořské výšce 640 m, výška stromu je 31 m a obvod kmene 490 cm (měření v roce 2016). Ve 2,5 m se kmen dělí na tři hlavní větve, koruna je nasazena vysoko a je úzká. Strom je chráněn od 21. června 1985 jako významný habitus, významný svým stářím.

## Památné stromy v okolí
- Lípa ve Vatětické aleji
- Palvínovská alej
- Palvínovská lípa
- Skupina dubů ve Sloním údolí
- Skupina dubů zimních
- Skupina stromů v zámeckém parku
- Vatětická lípa
- Vatětický jasan
- Vatěticko-mouřenecká alej
- Zámecký klen